# Painted ladies

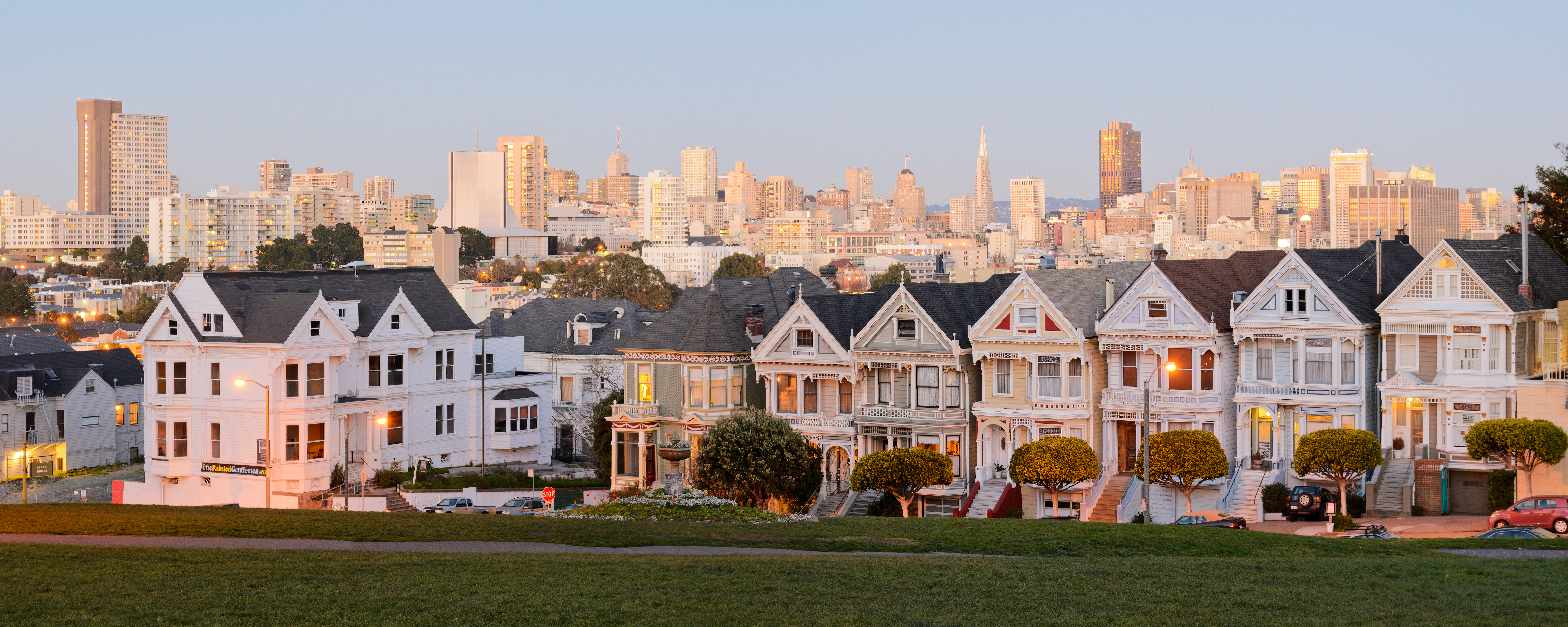
De painted ladies aan Alamo Square in San Francisco, het bekendste en meest gefotografeerde voorbeeld.

In de Amerikaanse architectuur is er sprake van painted ladies wanneer huizen in victoriaanse en edwardiaanse stijl in drie of meer kleuren geverfd zijn, waardoor de details beter tot hun recht komen.
De term werd voor het eerst gebruikt door Elizabeth Pomada en Michael Larsen in hun boek Painted Ladies - San Francisco's Resplendent Victorians uit 1978. De bekendste painted ladies in die stad zijn een rij victoriaanse huizen langs Steiner Street bij Alamo Square. Die huizen worden vaak, als ware het een eigennaam, de Painted Ladies genoemd.
Ook in andere Amerikaanse steden zijn er painted ladies, bijvoorbeeld in de wijk Charles Village in Baltimore, aan Lafayette Square in St. Louis, de wijk Columbia-Tusculum in Cincinnati, The Old West End in Toledo en in Cape May. In de agglomeraties van San Francisco en New Orleans zijn er meerdere wijken en straten met meerkleurige victoriaanse huizen.